# J-WAVE MONTHLY SELECTION
『J-WAVE MONTHLY SELECTION』（ジェイウェーブ マンスリーセレクション）は、2023年1月6日から同年3月31日までJ-WAVEで放送されていたラジオ番組。
月替わりで様々な特集企画を放送していた番組で、毎週金曜 22:00 - 22:30（日本標準時）に放送。